# Willem Sloots
Willem Eduard Harm Sloots (Den Haag, 24 juli 1950) is een Nederlands voormalig politicus van de PvdA.
Hij werd geboren als zoon van Harm Sloots (1921-2010) en Hendrika Elisabeth Alida Riksen (1924-2009). Zijn vader was een CHU-politicus die burgemeester was van Rossum (1957-1967) en van Rozenburg (1967-1982). Zelf was hij als wetgevingsjurist werkzaam bij het Ministerie van WVC. Verder was hij net als zijn vader actief in de politiek maar dan voor een socialistische partij. Sloots kwam rond 1978 in de gemeenteraad van Goes en hij was lid van het gewestelijk bestuur van de PvdA in Zeeland. Hij was voor die partij kandidaat bij de Tweede Kamerverkiezingen van 1982 maar werd niet verkozen. Nadat het Kamerlid Jaap van der Doef burgemeester van Vlissingen was geworden kwam Sloots in maart 1986 alsnog in het parlement. Drie maanden later raakte hij zijn zetel alweer kwijt omdat hij bij de Tweede Kamerverkiezingen van 1986 niet herkozen werd. Daarna was hij weer werkzaam als ambtenaar. Zo was hij onder andere projectleider grotestedenbeleid bij het Ministerie van Binnenlandse Zaken.
- International Standard Name Identifier: 0000 0003 8755 3216
- Nederlandse Thesaurus van Auteursnamen: 07143111X
- Parlement.com: vg09llo0avwu
- Virtual International Authority File: 280508747
- WorldCat: E39PBJtxfGRymrFmqcmD8jdbBP